# Zeuctoboarmia
Zeuctoboarmia là một chi bướm đêm thuộc họ Geometridae.